# Берлинго
Берлинго (итал. Berlingo, ломб. Berlìnc) — коммуна в Италии, в провинции Брешиа области Ломбардия.
Население составляет 1864 человека, плотность населения составляет 466 чел./км². Занимает площадь 4 км². Почтовый индекс — 25030. Телефонный код — 030.
В коммуне 8 сентября особо празднуется Рождество Пресвятой Богородицы.